# Roua, Mureș
Roua este un sat în comuna Fântânele din județul Mureș, Transilvania, România.

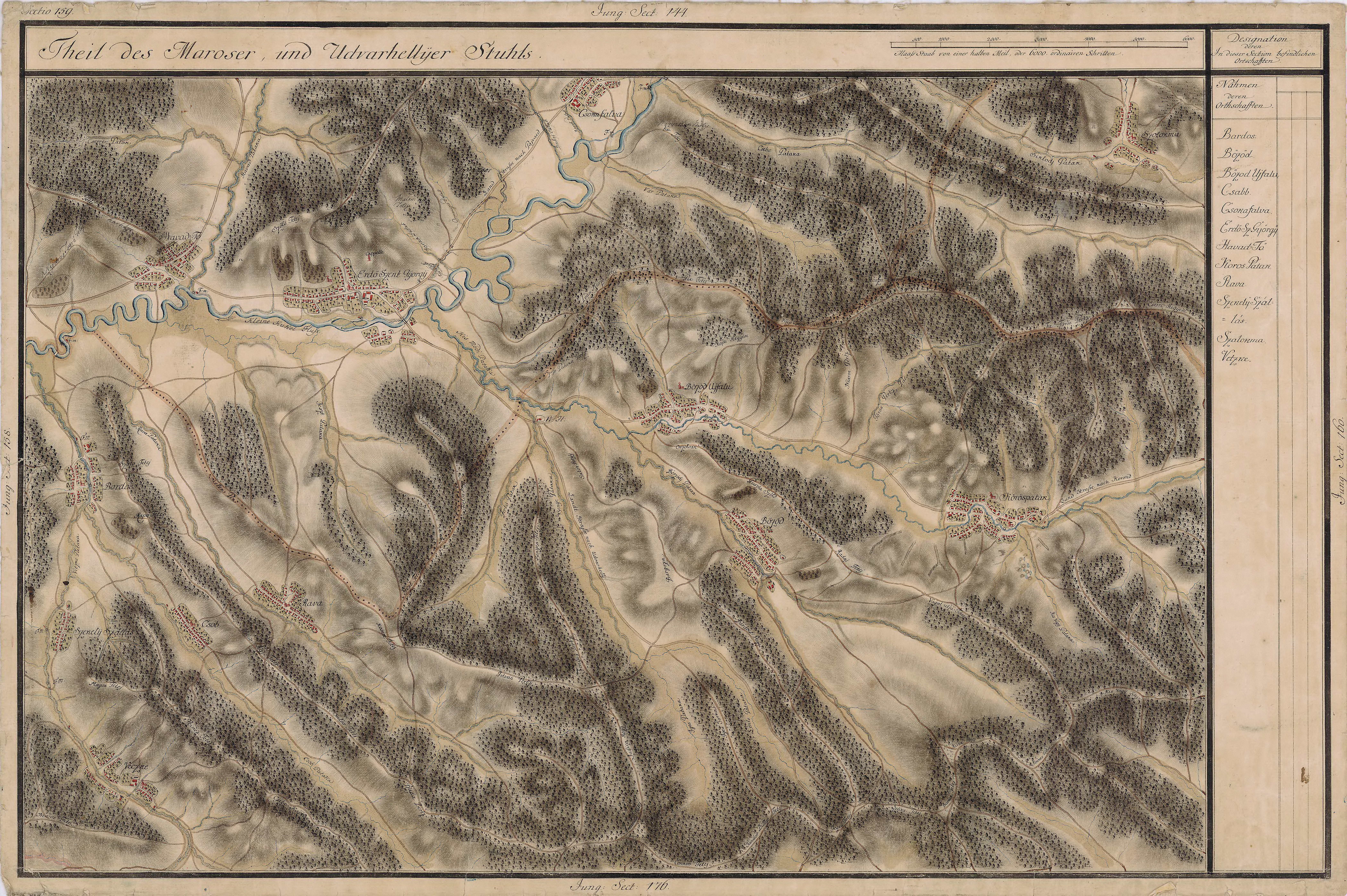
Roua pe Harta Iosefină a Transilvaniei, 1769-73

## Monumente
- Biserica unitariană din Roua

## Imagini

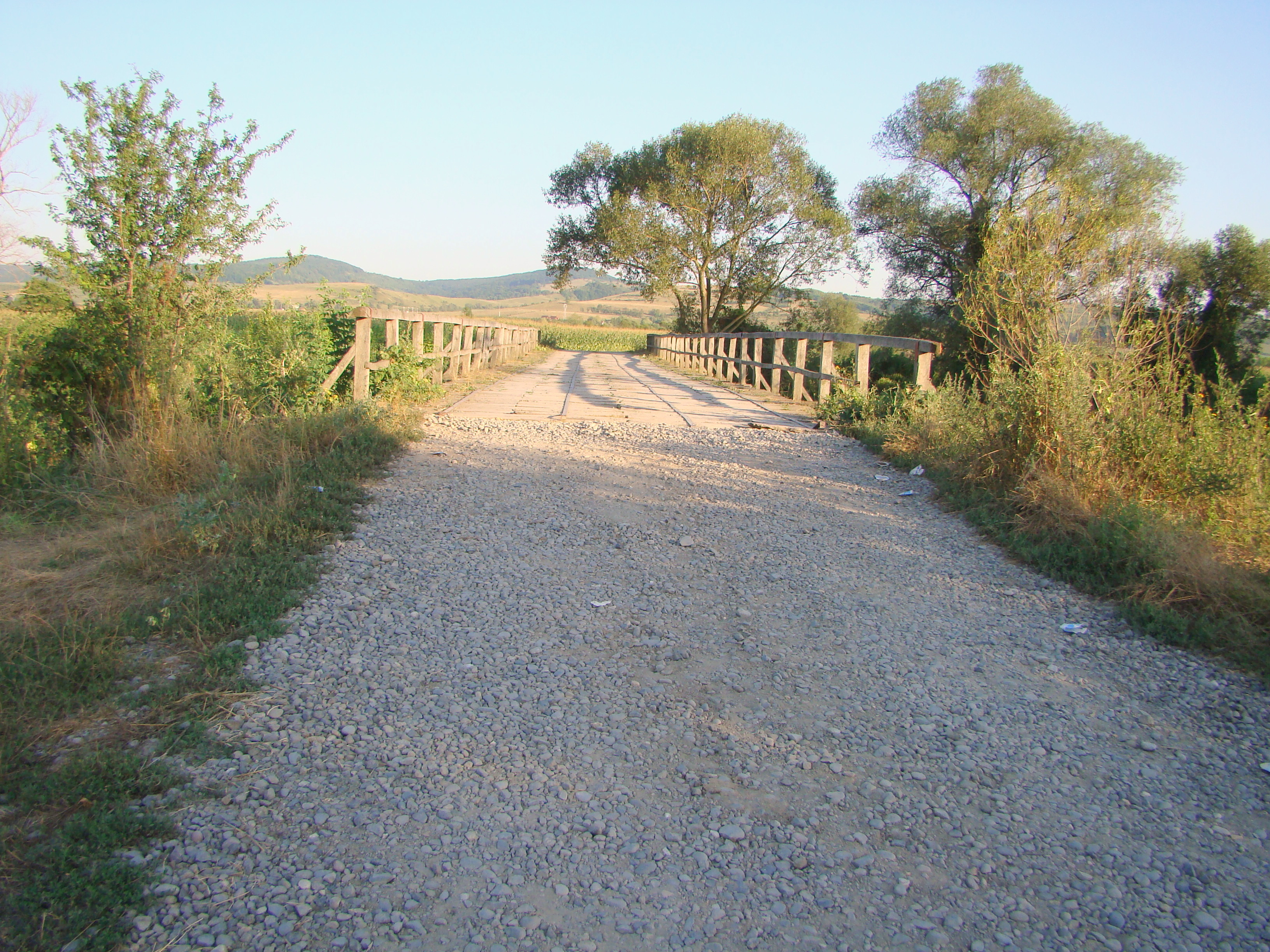
Drumul Viforoasa-Roua
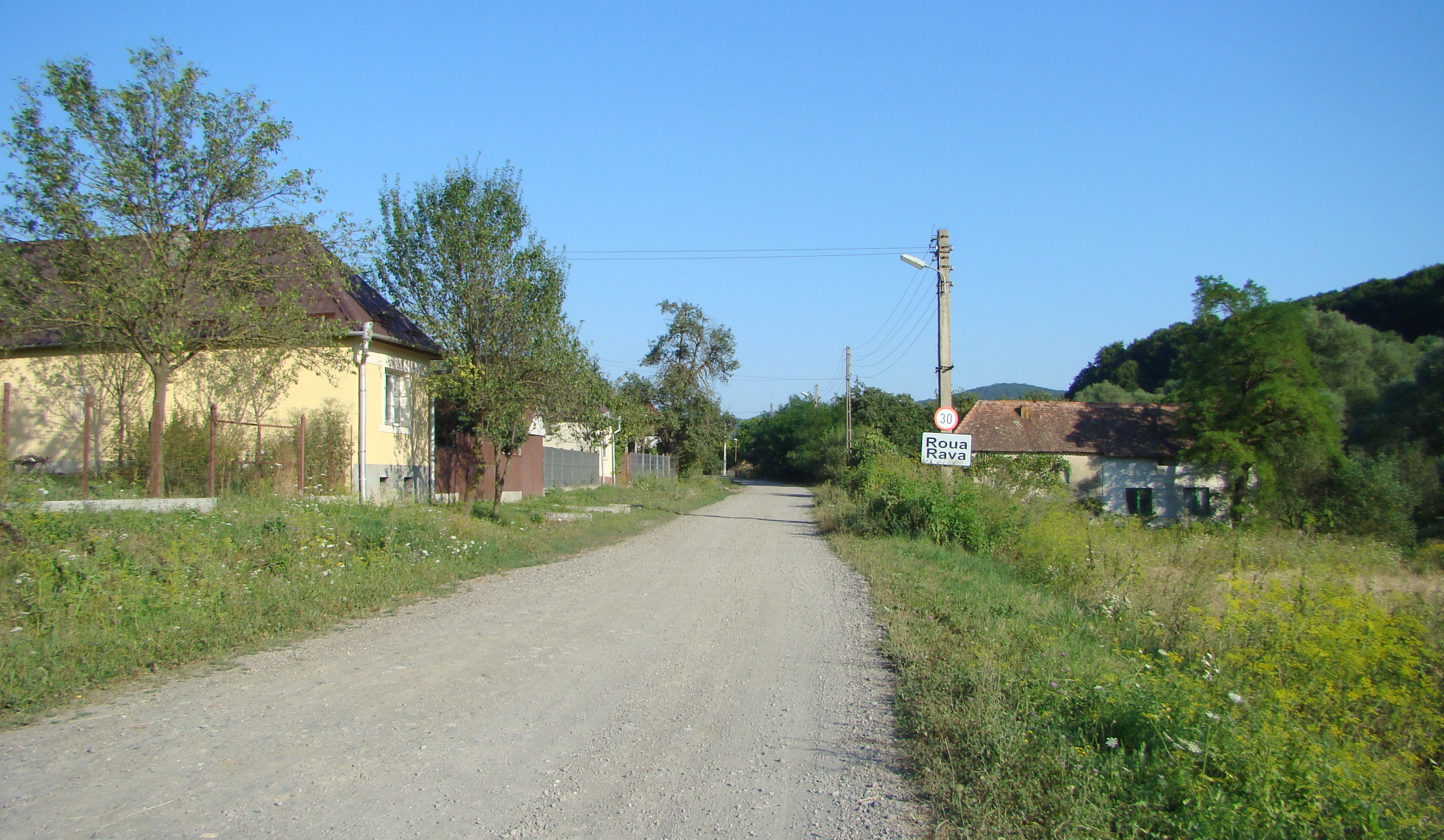
Intrarea în localitate
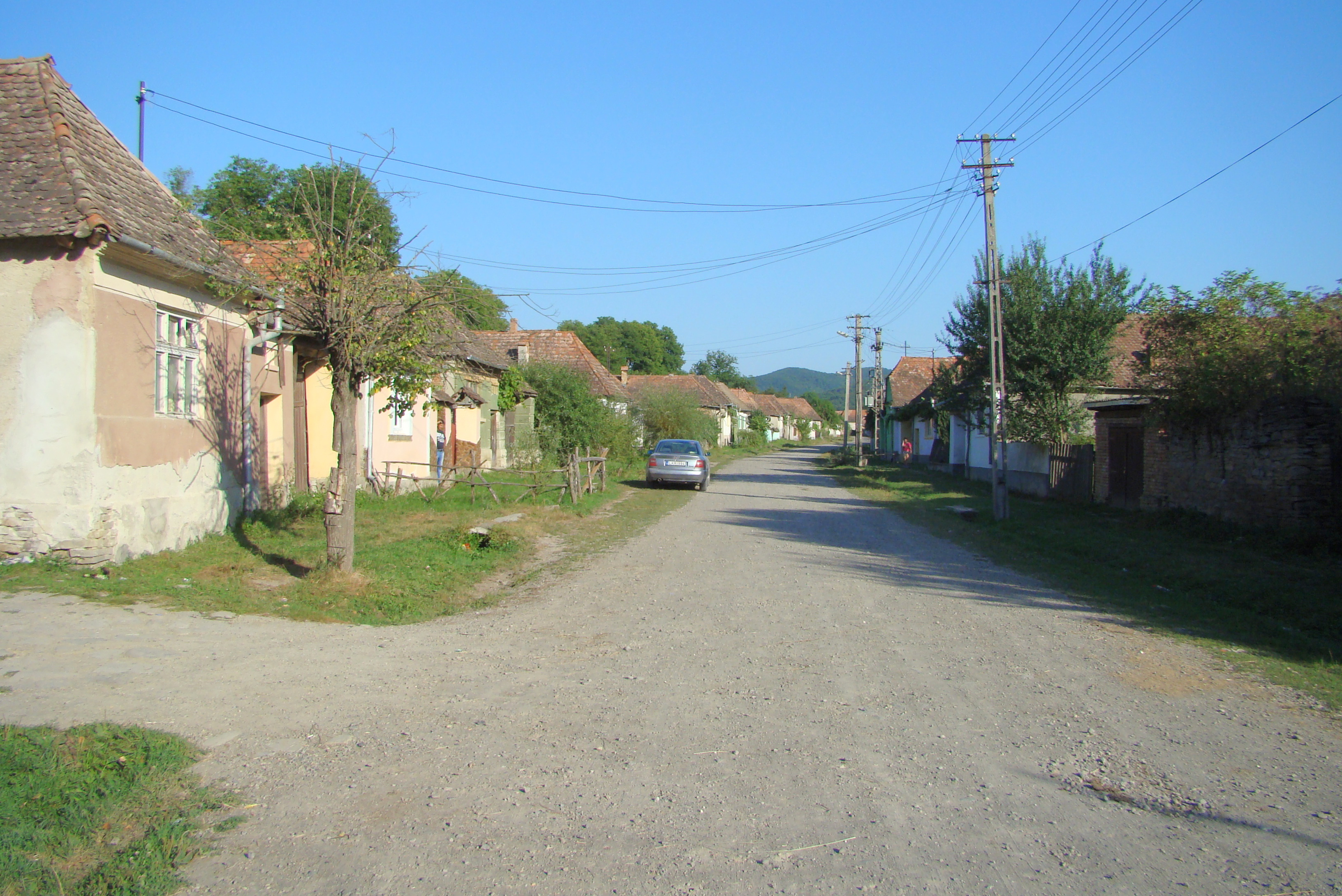
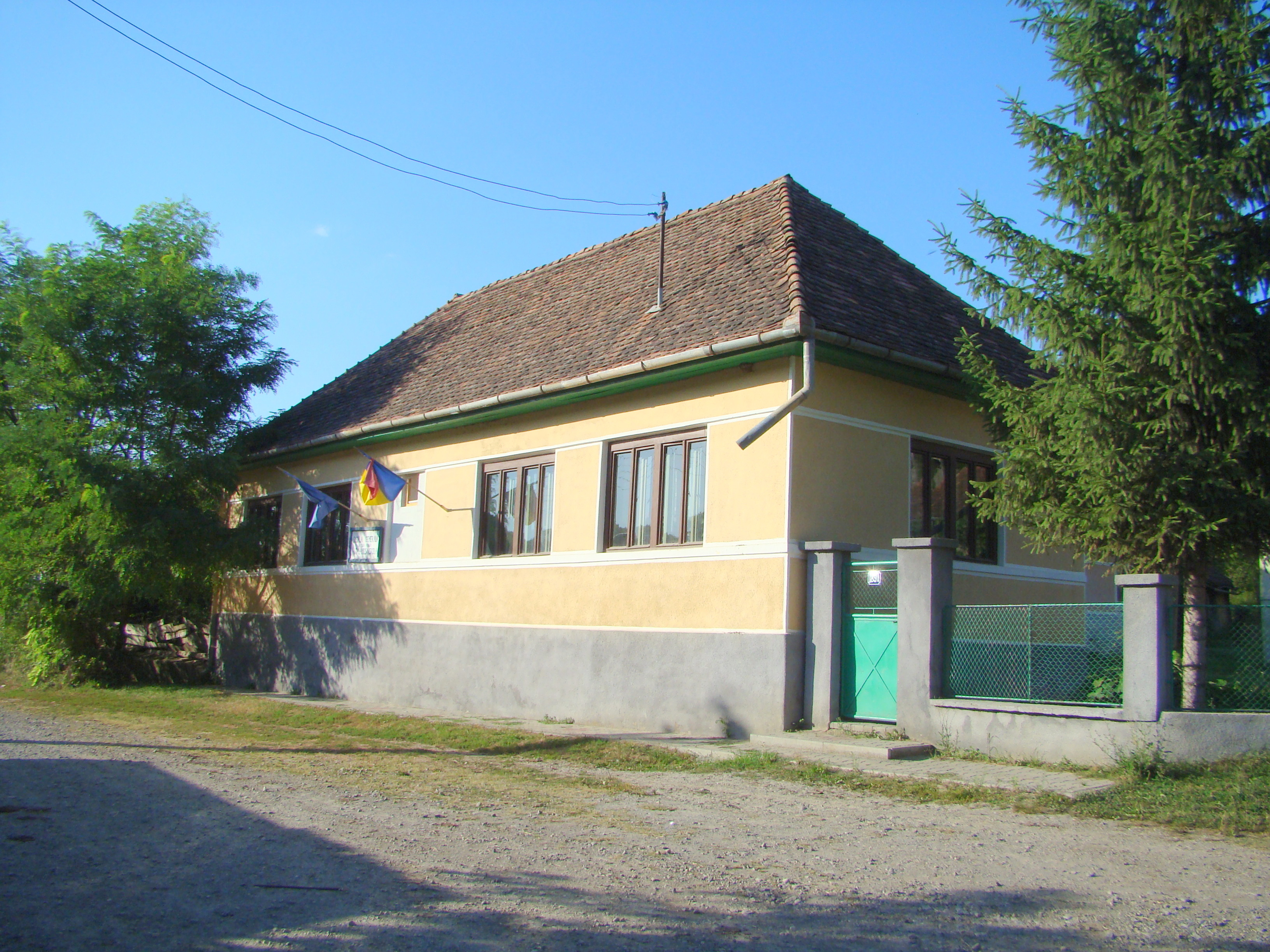
Școala
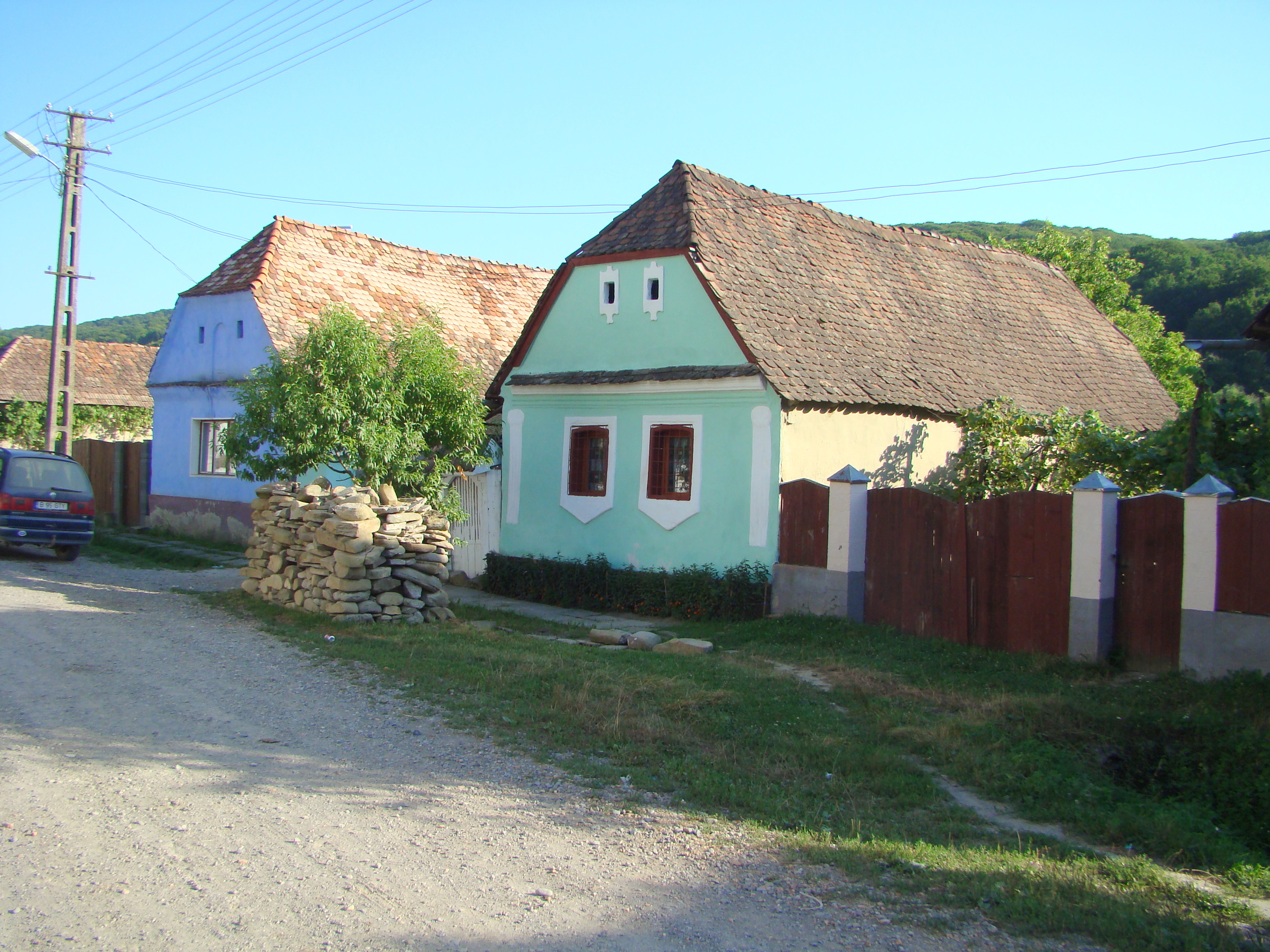
Case tradiționale
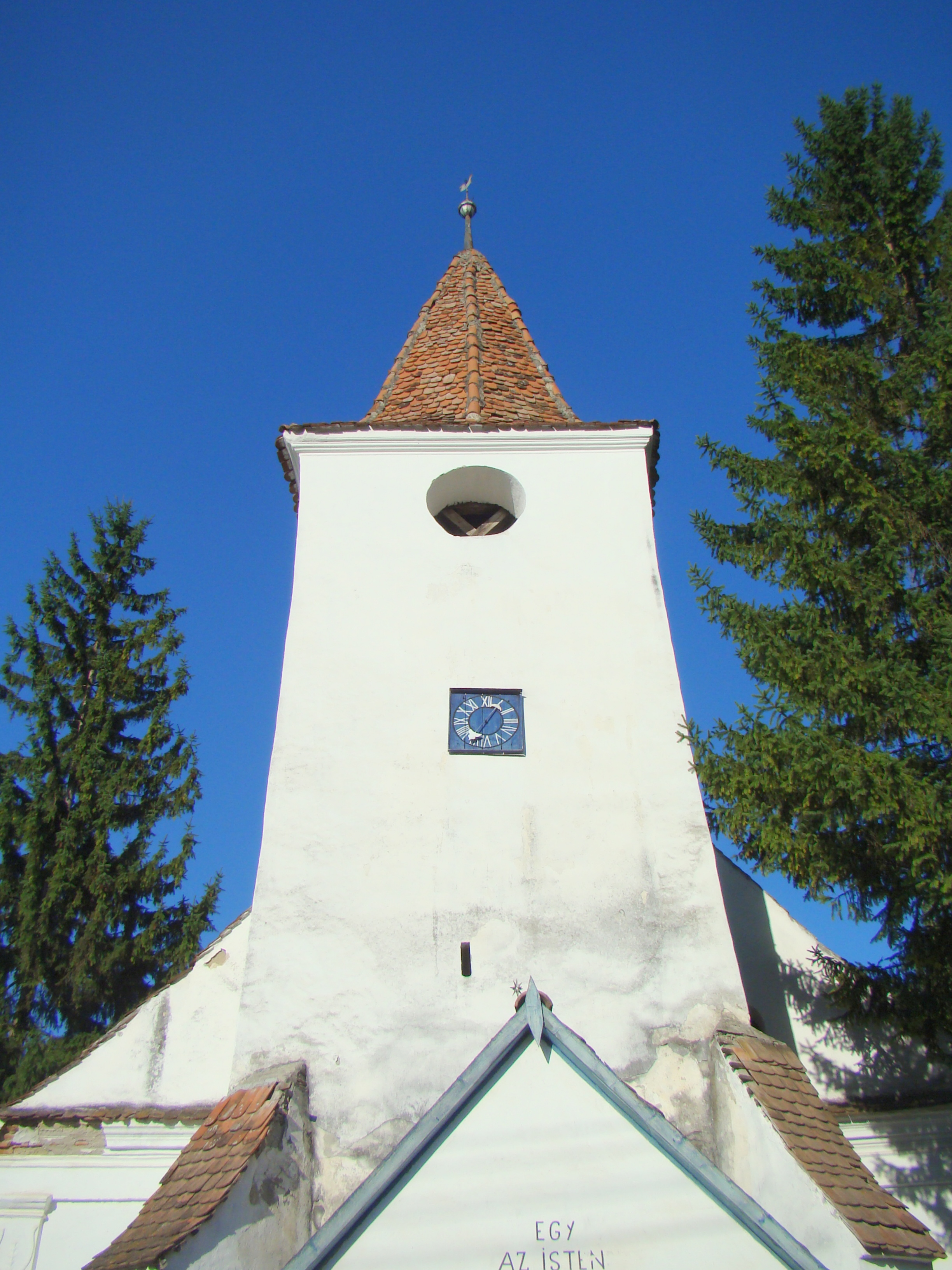
Biserica unitariană (1723)
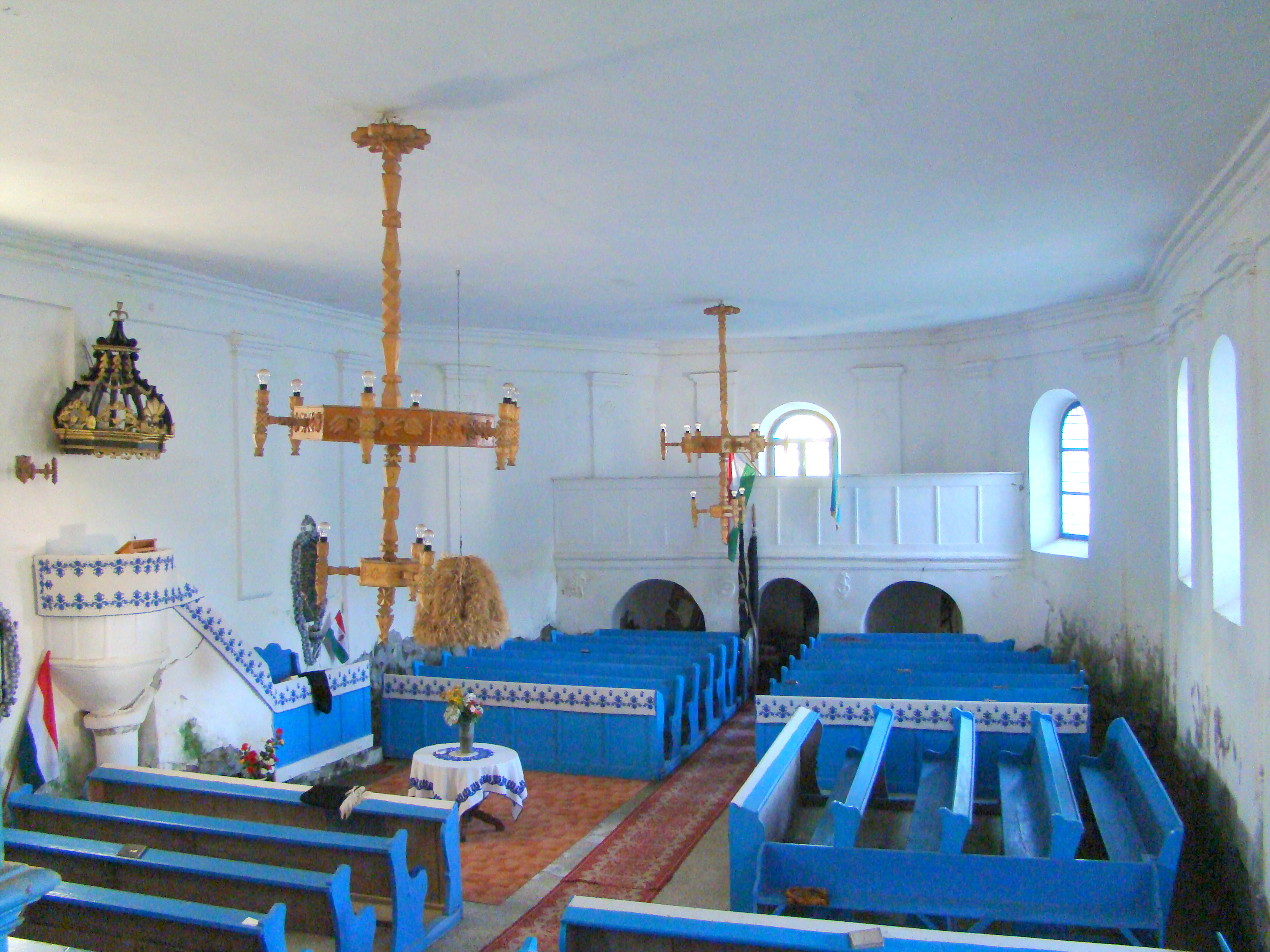
Biserica unitariană (monument istoric)
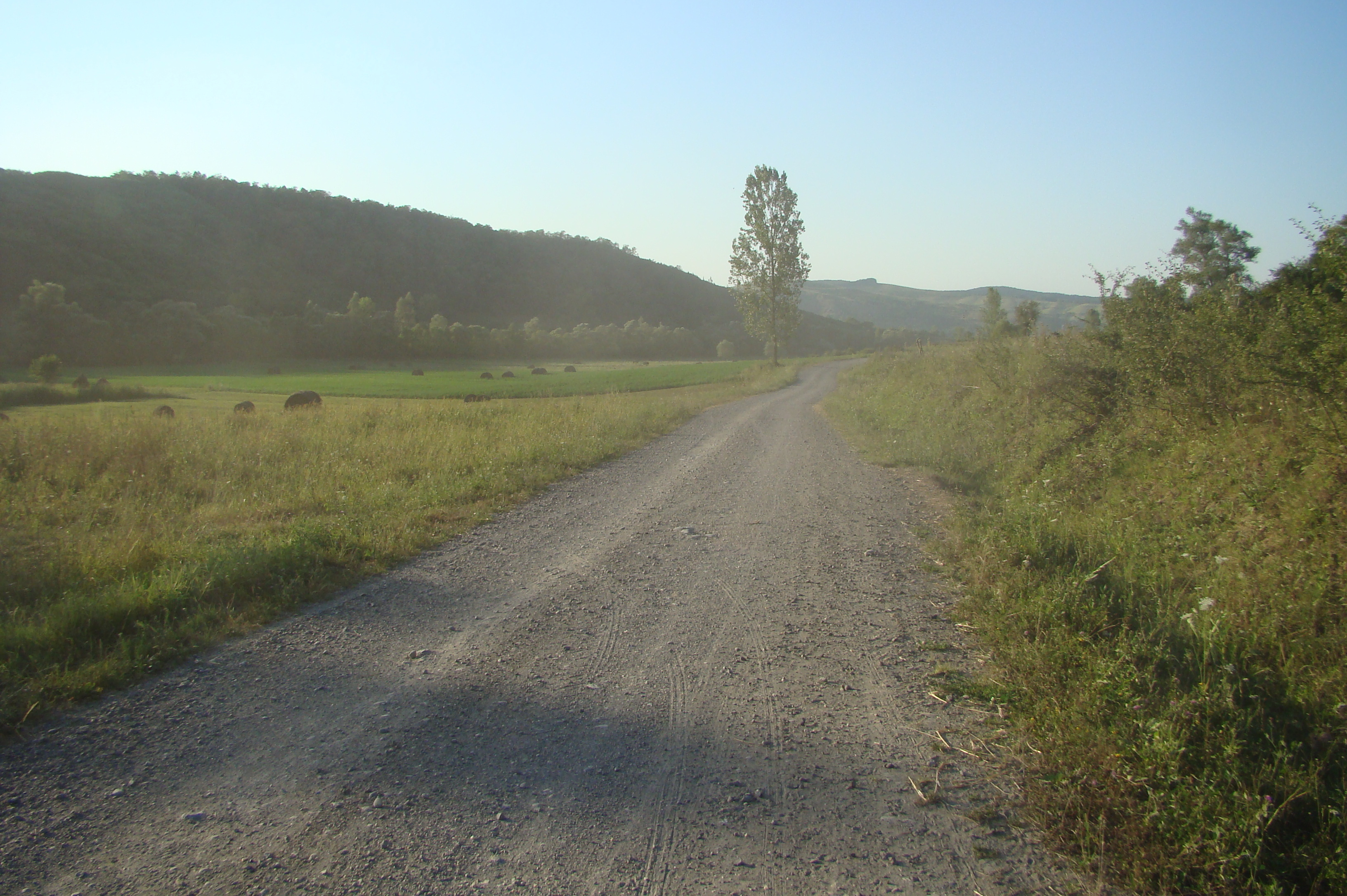
Drumul Roua-Viforoasa